# Liposoma

Esquema de un liposoma formado por fosfolípidos, conteniendo y rodeado de una solución acuosa.

Un liposoma es una vesícula esférica (pequeña burbuja) con una membrana compuesta de una doble capa de fosfolípidos, que constan de partes hidrosolubles y liposolubles.
Los fosfolípidos en una solución acuosa forman la estructura esférica conocida como liposoma. Durante este proceso las colas lipófilas de los fosfolípidos entran en contacto entre ellas formando una membrana de doble capa que es hidrófila en sus partes exteriores y lipófila en su interior. Por lo tanto, el interior y el exterior de un liposoma es hidrosoluble y el interior de la membrana del liposoma es liposoluble. Por definición, los liposomas contienen un núcleo de solución acuosa; los lípidos esféricos que contienen material no acuoso se denominan micelas.
Al envolver una sustancia acuosa, actualmente se utilizan como transportadores de diversas sustancias al exterior y el interior de la célula. Algunas de estas sustancias son medicamentos o cosméticos (se puede liberar durante largo tiempo, pudiendo asimismo mantener hidratada la piel), e incluso se utilizan en biotecnología, en algunos casos de terapia genética, para introducir genes de un organismo en otro diferente. Los liposomas de tamaño nanométrico bajo, se denominan nanosomas.

## Historia
La formación de vesículas lipídicas artificiales por medio del engrosamiento de fosfolípidos en un medio acuoso fue inicialmente descrito por Bangham et al. Originariamente estas vesículas, ahora conocidas como liposomas, fueron utilizadas como modelos de bicapas lipídicas para estudiar el transporte de iones a través de las membranas celulares, y esos primeros experimentos fueron los que impulsaron una gran cantidad de estudios posteriores en biofísica de las membranas. 
Durante la década de 1970 las investigaciones acerca de los liposomas fueron más allá del área de la física de las membranas y se adentraron en el área de su aplicación terapéutica en dos áreas a saber: la alteración de la disposición de tejidos en macromoléculas in Vitro y la introducción de moléculas desde el exterior en células in Vitro. Fue así como los estudios de las vesículas liposomales se enfocaron en tres áreas: la biofísica, la biología celular y la medicina.
En los primeros años del desarrollo de los liposomas estos eran vistos como “proyectiles mágicos”; sin embargo en los años posteriores y en la actualidad se tiene más conciencia de las limitaciones de los liposomas para su uso en las áreas anteriormente descritas. 
Es así como la década de 1980 fue un periodo de consolidación en las investigaciones liposomales. Además fue tiempo en que se dieron grandes avances en cuanto a la estabilidad de los liposomas en fluidos biológicos y del desarrollo de tecnologías para la preservación en estante de formas farmacéuticas liposomales. Durante la década de 1990 se dieron en esta materia pruebas clínicas y de aprobación de productos inyectables.
Desde la década de 1970 hasta el año 2000 se habían publicado más de 20 000 artículos científicos relacionados con los liposomas en áreas tan diversas como transferencia y mutación genética. El primer reporte acerca de las liposomas como adyuvantes inmunológicos fue hecho al final de los años 1970 y desde ese momento numerosos estudios han sido publicados referentes a este uso de los liposomas. Entre 1975 y octubre de 1990 se registraron 353 patentes en Estados Unidos acerca de los liposomas y de temas relacionados, la mayoría de ellos entre 1989 y 1990, siendo individuos y universidades los que registraron la mayor cantidad (27%). Ya para el año 2000 se habían registrado más de 200 patentes que protegían su formación, estructura, manufactura y uso.

## Estructura
Los liposomas pueden estar compuestos de fosfolípidos derivados en la naturaleza con cadenas de lípidos mezclados (como la fosfatidiletanolamina presente en el huevo) o de componentes tensoactivos como el DOPE (dioleolylphosphatidylethanolamine).
Esta estructura permite a un liposoma absorber y transportar sustancias hidrosolubles (como vitamina C y conservantes químicos) además de agentes liposolubles (como vitamina E y fragancias). Se trata por lo tanto de un arma de doble filo ya que un liposoma permite transportar sustancias con efectos tanto negativos como positivos para la piel. 
Los mismos fosfolípidos que componen la membrana del liposoma también forman parte importante de la estructura de la membrana celular; y los lípidos que componen la sustancia intercelular, también contienen muchos fosfolípidos. La compatibilidad con la piel es buena ya que la estructura de los liposomas es idéntica a la estructura de la membrana celular. Los tejidos que son como la piel ayudan a prevenir alergias. Por todo ello, los liposomas pueden suplir carencias de fosfolípidos en células o en lípidos intercelulares, cuando estos han sido ligeramente dañados como resultado de una limpieza cutánea excesiva, por ejemplo. De igual importancia para las células, son las ceramidas, que combinadas con los fosfolípidos constituyen tandem ideal para el cuidado de la piel.

## Terapia génica
En algunas enfermedades infecciosas, inflamatorias y en el cáncer el sistema inmune puede ser estimulado para predecir y secretar anticuerpos, llevando los genes apropiados a las células apropiadas para reemplazar las proteínas mutadas o ausentes. Los genes también pueden ser apagados mediante una "terapia sin sentido" en las que hebras de DNA, ARNm sin sentido son utilizadas para evitar el crecimiento del tumor o paliar infecciones virales.
Estos complejos lípido-DNA han mostrado una transfección y expresión genética eficiente in vitro y ex vivo. La falta de especificidad está siendo corregida por la incorporación de epítopos o pequeños polipéptidos en el revestimiento de estas moléculas lipídicas, para fusionarlas sólo en las células diana que presenten moléculas receptoras específicas para estos polipéptidos.
Algunos estudios muestran la expresión de genes en vivo especialmente en pulmones.

## Aplicaciones
- Transporte de antibióticos
- Transporte de fungicidas hacia el sistema reticuoendotelial (liposomas convencionales) hacia los linfonodos y macrófagos en tejidos más profundos (liposomas estabilizados estéricamente)
- Vacunas
- Terapias antiinflamatorias
- Glucocorticoides liposomales en aerosol
- En la industria cosmética, ha tenido múltiples aplicaciones: cremas y geles faciales y corporales, lociones tónicas o humectantes, bronceadores y protectores solares y post-solares (faciales y corporales).

## Transporte
Los liposomas pueden transportar moléculas de drogas de diferentes formas:
- Unidas a su membrana
- Intercaladas en la bicapa
- Disueltas en su bicapa
- Encapsuladas en su interior

Las drogas hidrofóbicas son transportadas en la bicapa lipídica apolar y las drogas hidrosolubles son transportadas unidas a la superficie del liposoma o en su interior.
Existen cuatro tipos de liposomas 
- Convencional
- Sigilosos
- Dirigido
- Catiónico

## Liposomas y su uso en la medicina moderna
Las moléculas lipídicas constan de una cabeza polar y dos cadenas hidrocarbonadas hidrofobias, las que hacen a los lípidos ser demasiado abultados para formar micelas. En vez de esto, forman bicapas lipídicas, las cuales para reducir la exposición a la solución se cierran formando estructuras esféricas de mayor tamaño que las micelas llamadas liposomas. Al formarse, el liposoma captura en su interior parte del solvente en que se encuentra suspendido. De esta manera podemos decir que un liposoma es una vesícula esférica de gran dimensión formada por 1 o más bicapas lipídicas, cuando estas se encuentran en un medio hidrosoluble. Los liposomas están hechos normalmente de lecitinas obtenidas de soya, yema de huevo y tejido cerebral, luego lípidos cargados como fosfatidilserina y fosfatidil glicerol son añadidos para aumentar la estabilidad. El tamaño de un liposoma varía entre 20nm- 100 um. Los liposomas homogéneos unilaminares de entre 80- 200 nm son los más usados para aplicaciones médicas, pues son más estables. Las moléculas al interior de un liposoma pueden ser dirigidas a células específicas, siendo esto una posible respuesta de cómo llevar medicamento a células enfermas disminuyendo los efectos tóxicos en células sanas, ya que los liposomas pueden evitar el reconocimiento y destrucción del sistema inmune.